# Plana (Czarnogóra)
Plana (cyr. Плана) – wieś w Czarnogórze, w gminie Kolašin. W 2011 roku liczyła 106 mieszkańców.